# Lake Torrens
Lake Torrens er en stor udtørret saltsø i det sydlige Australien. Den ligger i Lake Torrens Nationalpark.
31°02′40″S 137°51′35″Ø / 31.044444444444°S 137.85972222222°Ø